# معيار تعمية البيانات
معيار تعمية البيانات (بالإنجليزية: Data Encryption Standard)‏ ويشار له اختصارًا DES هي خوارزمية مفتاح متناظر ساد لفترة ماضية لتعمية البيانات الإلكترونية. كان لها تأثير كبير في النهوض باساليب التعمية الحديثة في العالم الأكاديمي. وضعت في وقت مبكر من سبعينات القرن العشرين في شركة آي بي إم وصممت على أساس تصميم سابق من قبل هورست فستلHorst Feistel ، قدمت الخوارزمية للمكتب الوطني للمعايير بعد دعوة الوكالة لاقتراح مرشح لحماية بيانات الحكومة الالكترونية الحساسة وغير المصنفة. في سنة 1976، بعد التشاور مع وكالة الأمن القومي، اختارت مؤسسة الدولة للإحصاء في نهاية المطاف صيغة معدلة بشكل طفيف، والتي نشرت بوصفها معالجة المعلومات الاتحادية القياسية FIPS الرسمية للولايات المتحدة في عام 1977. أدى نشر اعتماد وكالة الأمن القومي الأمريكية لمعيار التعمية القياسي في تقريرها تزامنا لاعتماد دولي سريع وتدقيق أكاديمي على نطاق واسع.
صنفت الخوارزمة أيضا في المعهد القومي الأمريكي للقياس بالرمز X3.92, راجع  والرمز NIST SP 800-67, والرمز ISO/IEC 18033-3 راجع  (كجزء من مكونات 3DES).
نشأت الخلافات حول عناصر سرية التصميم، طول المفتاح القصير نسبيا، تصميم شفرات كتلة متماثل، وإشراك وكالة الأمن القومي، مغذية الشكوك حول باباً خلفية (backdoor) مستترة. التدقيق الأكاديمي المكثف للخوارزمية لأكثر من مرة أدى إلى الفهم الحديث لتعمية الكتلة وتحليل الشفرات الخاصة به.
وقد نشر هجوم نظري، وفق تحليل الشفرات الخطية، في عام 1994، لكن هجوم القوة الغاشمة هجوم القوة العمياء في عام 1998 أظهر أن DES يمكن مهاجمته عمليا، وسلط الضوء على الحاجة إلى استبدال الخوارزمية. هذه وغيرها من أساليب تحليل الشفرات تحليل الشفرات يتم مناقشتها بمزيد من التفصيل لاحقا في هذه المقالة.
يعد معيار التعمية القياسي الآن غير آمن للعديد من التطبيقات. أساسا بسبب حجم المفتاح (56 بت) الذي يعد الآن صغيرا جدا، ففي يناير 1999، تعاونت مؤسسة distributed.net ومؤسسة الحدود الإلكترونية علنا لكسر مفتاح (DES) في (22 ساعة) و (15 دقيقة). وهناك أيضا بعض النتائج التحليلية التي تبين نقاط الضعف النظرية في الشفرة، على الرغم من أنها غير مجدية في الهجوم في الممارسة العملية.يعتقد أن الخوارزمية تكون آمنة من الناحية العملية في شكلها الثلاثي 3DES، وإن كانت هناك هجمات نظرية. في السنوات الأخيرة تم سحب DES كمعيار من قبل المعهد الوطني للمعايير والتكنولوجيا المعهد الوطني للمعايير والتقنية(سابقا المكتب الوطني للمعايير). بعد أن تم كسر هذا التعمية في عام 2008م وتم استبداله بمعيار التعمية المطور (Advanced Encryption Standard) ويشار لها بالاختصار (AES) في أغلب الإستخدامات.
معيار تعمية البيانات عبارة عن خوارزمية لتعمية كتل من البيانات باستخدام المفتاح المتناظر، وهو كود تعمية بطول (64 بت) ولكن يستخدم منه (56 بت) فقط لعملية التعمية، وتستخدم (8 بتات) -وهي أول بت من أقصى يمين كل بايت- لتدقيق الأخطاء.وهي تأخذ كتلة بحجم (64 بت) من النص الأصلي وتخرج نص مشفر بحجم (64 بت). وتعتمد في عملها على عملية التعويض (substitution) والتبديل في الأماكن (permutation).وتحتوي الخوارزمية على 16 دورة تتكرر فيها عملية التعويض والتبديل بين الأماكن حتى تنتج النص المشفر النهائي.
بعض الوثائق يميز بين DES كمعيار وDES كخوارزمية، مشيرا للخوارزمية (DEA) (خوارزمية تعمية البيانات).

## تاريخ معيار تعمية البيانات
تاريخ معيار تعمية البيانات يعود إلى بداية السبيعينات. في عام 1972، بعد إجراء دراسة عن الاحتياجات الأمنية لحواسيب حكومة الولايات المتحدة، هيئة معايير الولايات المتحدة (المكتب الوطني للمعايير) - اسمه الآن المعهد الوطني للمعايير والتقنية (المعهد الوطني انالحساسة وغير المصنفة. وبناء على ذلك، في 15 أيار عام 1973، بعد التشاور مع وكالة الأمن القومي، التمست مصلحة الدولة للإحصاء مقترحات حول الشفيرات التي تلبي معايير التصميم الصارمة.لم تكن أي واحدة من الطلبات المقدمة مناسب، لذلك صدر طلب اخر في اب عام 1974. هذه المرة، قدمت IBM مرشح والذي يعتبر مقبولا - والشيفرات وضعت خلال الفترة 1973-1974 على أساس الخوارزمية السابقة، شيفرات هورست Feistel لوسيفر. انضم فريق IBM في تصميم وتحليل الشفرات Feistel، إضافة إلى والتر توكمان، دون الصفار، آلان Konheim، كارل ماير، مايك ماتياس، روي آدلر، إدنا غروسمان، بيل Notz، لين سميث، وبراينت تركمان

## انخراط وكالة الأمن القومي في التصميم
في 17 آذار 1975، تم نشر معيار النشفير المقترح في السجل الفدرالي. تم طلب التعليقات العامة، وفي العام التالي تم عقد ورشتي عمل مفتوحة لمناقشة المعايير المقترحة. كان هناك بعض الانتقادات من مختلف الأطراف، بما في ذلك من رواد التعمية الرئيسي العمومي، مارتن هيلمان ويتفيلد ديفي، مشيرين إلى قصر طول المفتاح و"صناديق الS" الغامضة كدليل على التدخل غير اللائق من وكالة الأمن القومي. كان الشك أن الخوارزمية قد ضعفت سرا من قبل وكالة الاستخبارات بحيث - لا أحد آخر - يمكنه بسهولة قراءة الرسائل المشفرة. آلان Konheim (واحد من مصممين من معيار تعمية البيانات) قال: "لقد أرسلنا إلى S-صناديق إلى واشنطن.
عادو وكان كل شيء مختلفا. اختار مجلس الشيوخ الأمريكي لجنة اعتمادا على الذكاء الذي عرضته افعال وكالة الأمن القومي لتحدد فيما إذا كان هناك امر غير لائق.في الملخص السنوي غير المصنف لنتائجهم التي نشرت عام 1978كتبت اللجنة: عند تطوير DES , اقنعت NSA شركة IBM بان تقليص حجم المفتاح كان مجديا، ساعد بشكل غير مباشر في تطوير بنية صناديق S وشهدت أن خوارزمية DES النهائية كانت، الأفضل لمعرفتهم، وخالية من أي ضعف إحصائي ورياضي.
ومع ذلك، وجد أيضا أن وكالة الأمن القومي.لا تعبث بتصميم الخوارزمية بأي شكل من الأشكال.
اخترعت شركة IBM وصممت الخوارزمية، التي تتخذ جميع القرارات ذات الصلة بشأن ذلك، واقرت على أن الاتفاق حسب حجم المفتاح كانت أكثر من كافي لجميع التطبيقات التجارية التي كان المقصود منها تعمية البيانات الموحدة.
وقال عضو آخر في فريق معيار تعمية البيانات، والتر توكمان، "قمنا بتطوير خوارزمية معيار تعمية البيانات بالكامل داخل شركةIBM باستخدام موظفي الشركة.
الا ان وكالة الأمن القومي لم تعطي سلك واحد بالمقابل الكتاب المنشور لوكالة الأمن القومي في ما يخص cryptologic (تطبيق موجود على الكمبيوتر)نص على:
في عام 1973 طلبت مصلحة الدولة للإحصاء القطاع الخاص لمعيار تعمية البيانات (DES).كانت العروض الأولى مخيبة للآمال، لذلك بدأت وكالة الأمن القومي بالعمل على الخوارزمية الخاصة بها. ثم هوارد روزنبلوم، نائب مدير دائرة الأبحاث والهندسة، اكتشف أن والتر توكمان من IBM كان يعمل على تعديل لوسيفر للاستخدام العام. أعطت وكالة الأمن القومي توكمان تصريح وأحضروه للعمل بالاشتراك مع الوكالات المعنية لتعديل اللوسيفر خاصتهم. وعملت وكالة الأمن القومي عن كثب مع IBM لتعزيز الخوارزمية ضد كل الهجمات الاستثنائية للقوة الغاشمة وتعزيز جداول الاستبدال، استدعاء صناديق الS. على العكس من ذلك، حاولت وكالة الأمن القومي إقناع IBM للحد من طول المفتاح 64-48 بت. في نهاية المطاف اتفقواعلى مفتاح 56 بت.
هدأت بعض الشكوك حول نقاط الضعف مخبأة في صناديق S في عام 1990، مع اكتشاف مستقل ونشر مفتوح، ايلي Biham وعدي شاميرلتحليل الشفرات التفاضلية، طريقة عامة لكسر شفرات المنع. كانت صناديق S- لمعيارتعمية البيانات مقاومة أكثر من ذلك بكثير للهجوم مما لو تم اختيارها عشوائيا، مما يوحي بقوة بأن IBM يعرف عن هذه التقنية في السبيعينات. كان هذا في الواقع القضية؛ في عام 1994، نشرت دون] = كوبر سميث نشر بعض صفات التصميم الاصلي لصناديق ال S . وفقا لستيفن ليفي، اكتشف باحثو واتسون في IBM الهجمات ضد برنامج cryptanalytic التفاضلي في عام 1974، وطلب من وكالة الأمن القومي الحفاظ على سرية التقنية. كوبرسميث وضح قرار سرية IBM بالقول "كان ذلك بسبب [تحليل الشفرات التفاضلي] يمكن أن يكون أداة قوية جدا، وتستخدم ضد العديد من المخططات، وكان هناك قلق من أن مثل هذه المعلومات في المجال العام يمكن أن تؤثر سلبا على الأمن الوطني. . "ليفي كوتس والتر توكمان:" طلبوا منا القضاء على كل وثائقنا السرية... وضعنا بالفعل عدد على كل واحد واغلق عليها في خزائن، لأنها اعتبرت خاصة بالحكومة الأمريكية.قالو افعل ذلك، ففعلت "لاحظ بروس شنير أن" المجتمع الأكاديمي استغرق عقدين من الزمن لمعرفة أن وكالة الأمن القومي "تويكس" حسنت الحماية لمعيار تعمية البيانات.

## الخوارزمية كمعيار
على الرغم من الانتقادات، تمت الموافقة على معيار تعمية البيانات كمعيار اتحادي في نوفمبر تشرين الثاني عام 1976، ونشرت في 15 يناير 1977 كما FIPS PUB 46، مرخصة للاستخدام على جميع البيانات غير المصنفة. وأكد لاحقا أكمعيار عام 1983، 1988 (بصيغته المعدلة FIPS-46-1)، 1993 (FIPS-46-2)، ومرة أخرى في عام 1999 (FIPS-46-3)، الوصفة الاخيرة «معيار تعمية البيانات الثلاثي»(انظر أدناه). يوم 26 مايو عام 2002، قد ألغي معيار تعمية البيانات أخيرا من قبل معيار التعمية المتقدم (AES)، بعد منافسة عامة. يوم 19 مايو عام 2005، تم FIPS 46-3 سحبه رسميا، ولكن تمت الموافقة من قبل NIST على معيار تعمية البيانات الثلاثي خلال عام 2030 للحصول على معلومات حكومية حساسة. يتم تحديد الخوارزمية أيضا في ANSI X3.92 (الآن، ومن المعروف الآن باسم X3 INCITS وANSI X3.92 كما ANSI INCITS 92)، NIST SP 800-67 وISO / IEC 18033-3 (كعنصر من عناصر TDEA). هجوم نظري آخر، تحليل الشفرات الخطية، نشرت في عام 1994، ولكنه كان هجوم القوة الغاشمة في عام 1998 التي أظهرت أن مستوى تعمية البيانات يمكن أن يهاجم عمليا جدا، وسلط الضوء على الحاجة إلى خوارزمية بديلة. ونناقش هذه وغيرها من أساليب تحليل الشفرات بمزيد من التفصيل لاحقا في هذه المقالة. ويعتبر إدخال معيار تعمية البيانات ليكون حافزا للدراسة الأكاديمية للترميز، وخاصة وسائل فك تعمية المنع. وفقا للمعرض الاستعادي ل NIST حول معيار تعمية البيانات،
يمكن القول بأن معيار تعمية البيانات لدينا «بدأ القفز» الدراسة غير العسكرية وتطوير خوارزميات التعمية. في السبعينات كان هناك عدد قليل جدا من cryptographers، باستثناء الموجودين في المؤسسات العسكرية أو المخابرات، ودراسة اكاديمية قليلة حول التعمية.(cryptography : علم يهتم بدراسة تقنيات الاتصالات السرية، cryptographers: هم الاشخاص المهتمين بهذا المجال، < cryptanalysts cytologists: هم العلماء في هذا المجال).
```
هناك الآن العديد من cryptologists الاكاديميين النشطين والإدارات الرياضية مع برامج قوية في الترميز، وشركات أمن المعلومات التجارية والاستشاريين.
```

جيل من cryptanalysts لديهم تحليل مذهل (حيث يحاولون «فك») خوارزمية تعمية البيانات القياسية. . على حد قول بروس شنير كريبتوغرابهيرس «معيار تعمية البيانات فعل المزيد لتحفيز مجال تحليل الشفرات من أي شيء آخر. الآن هناك خوارزمية للدراسة.» حصة مذهلة من الكتابات المفتوحة في التعمية في السبيعينات والثمانينات تعاملت مع معيار تعمية البيانات، ومعيار تعمية البيانات هو المعيار الذي تقارن به كل خوارزمية مفتاح متماثلة.

## الوصف
بايجاز، الوصف التالي يغفل التحولات والتباديل الدقيقة التي تحدد الخوارزمية. للمرجع، فإن التفاصيل يمكن العثور عليها في مادة تعمية البيانات التكميلية القياسية. معيار تعمية البيانات هو شفرة المنع الأكثر تخصيصا - خوارزمية التي تأخذ سلسلة ذات طول ثابت من البتات المشفرة وتحولها من خلال سلسلة من العمليات المعقدة في سلسلة تعمية من نوع اخر لها نفس الطول. في حالة معيار تعمية البيانات، حجم الوحدة هو 64 بت. يستخدم معيار تعمية البيانات أيضا مفتاح لتخصيص التحول، بحيث انه من المفترض ان فك التعمية لا يقوم بها إلا أولئك الذين يعرفون مفتاح خاص يستخدم للتعمية. المفتاح يتكون من 64 بت ظاهريا. ومع ذلك، فقط 56 من هذه تستخدم بالفعل من قبل الخوارزمية. يتم استخدام ثمانية بت فقط لفحص التكافؤ، ويتم تجاهله بعد ذلك. وبالتالي طول المفتاح الفعلي هو 56 بت، وبقيت دائما على هذا النحو. يتم تخزين المفتاح اسميا أو نقله إلى 8 بايت، ولكل منها التكافؤ فردي. وفقا لANSI X3.92-1981 (الآن، والمعروفة باسم ANSIINCITS 92-1981)، القسم 3.5:
يمكن استخدام بت واحد في كل بايت 8 بت من المفتاح للكشف عن خطأ في إنشاء وتوزيع وتخزين مفتاح. 8 بت، 16... 64 هي للاستخدام في التأكد من أن كل بايت هو تكافؤ فردي.
مثل أي تعمية منع اخر، معيار تعمية البيانات في حد ذاته ليس وسيلة آمنة للتعمية ولكن يجب بدلا من ذلك استخدامها في وضع التشغيل. FIPS-81 تحدد عدة طرق للاستخدام مع تعمية البياناتFتعليقات أكثر على استخدام معيار تعمية البيانات القياسية الواردة في FIPS-74.
فك التعمية يستخدم نفس هيكل التعمية ولكن مع المفاتيح المستخدمة في ترتيب عكسي. (وهذا له ميزة أنه نفس الأجهزة أو البرامج يمكن أن تستخدم في كلا الاتجاهين.)

## الهيكل العام
القيمة الاولية IP=initial premium:
```
القيمة النهائية FP= final premium:  
```

ويرد هيكل الخوارزمية الشامل في الشكل 1: هناك 16 مرحلة متماثلة من المعالجة، تسمى كل منها جولة. وهناك أيضا التقليب الأولي والنهائي، ووصف IP وFP، والتي هي متعاكسة (IP «يبطل» عمل FP، والعكس بالعكس). IP وFP ليس لها أي مدلول للتعمية، ولكنها أدرجت لتسهيل تحميل الوحدات دخولا وخروجا من منتصف السبعينات، الاجهزة المعتمدة على 8-بت. قبل الجولات الرئيسية، تنقسم الوحدة إلى نصفين 32 بت ومعالجة بالتناوب. هذا هو المعروف عبور كريسس كما مخطط Feistel. هيكل Feistel يضمن فك التعمية والتعمية وعمليات مماثلة جدا - والفرق الوحيد هو أن المفاتيح الفرعية يتم تطبيقها في ترتيب عكسي عند فك تعمية. بقية الخوارزمية متطابقة. هذا يبسط التنفيذ إلى حد كبير، لا سيما في الأجهزة، وليس هناك حاجة لتعمية وفك خوارزميات بشكل منفصل. رمز ⊕ يدل على (XOR) عملية OR الحصرية. ووظيفة F تسابق نصف الوحدة جنبا إلى جنب مع جزء من المفتاح. ثم يتم الجمع بين الإخراج من F-وظيفة مع النصف الآخر من الوحدة، ويتم تبديل النصفين قبل الجولة المقبلة. بعد الجولة النهائية، يتم تبديل نصفين. هذا هو سمة من سمات الهيكل Feistel مما يجعل التعمية وفك التعمية عمليات مماثلة.
ال Feistel وظيفة (F)
ووظيفة F-، مبينة في الشكل 2، وتعمل على نصف الوحدة (32 بت) في وقت واحد وتتكون من أربع مراحل:
التوسع - يتم توسيع 32 بت نصف الوحدة إلى 48 بت باستخدام تقليب التوسع، يستدل على E في الرسم البياني، من خلال تكرار النصف من البتات. ويتكون الناتج من قطع الثمانية 6 بت (8 * 6 = 48 بت)، كل منها يحتوي على نسخة من المقابلة 4 بت المدخلة، بالإضافة إلى نسخة من الشيء متاخم من كل منال قطع المساهمة في أي من الجانبين.
1 - خلط المفتاح _ يتم الجمع بين النتيجة مع الفرعين باستخدام عملية XOR.مفاتيح 16 48 بت واحد لكل جولة، وتستمد من المفتاح الرئيسي باستخدام جدولين رئيسيين (كما هو موضح أدناه) -.
2. التبديل - بعد خلط في المفتاح الفرعي، تنقسم الوحدة إلى ثماني قطع 6 بت قبل تجهيزها من قبل صناديق-S أو مربعات التبديل. كل من صناديق-S ثمانية بت يستبدل الستة بت خاصته المدخلة مع أربعة بت مخرجة وفقا لهذا التحول غير الخطي، تقدم بشكل جدول بحث. وصناديق S توفر جوهر أمن معيار تعمية البيانات - بدونها، فإن الشفرات تكون خطية، وقابلة للكسر بشكل مسلي.
3. التباديل (التبديل) - أخيرا، ال 32 المخرجة يتم ترتيبها من صناديق-S حسب التقليب الثابت، صندوق ال P. تم تصميم هذا، كي يكون بعد التقليب، كل بت خارج من صناديق-S موزع في جميع أنحاء صناديق S الاربعة المختلفة في الجولة المقبلة.
اختلاف الاستبدال من صناديق-S ، وتقليب البتات من صندوق الP وتوسع E يوفر ما يسمى ب «الارتباك والانتشار» على التوالي، وهو مفهوم حدده كلود شانون في الاربعينات كشرط ضروري لتأمين الشفرات بعد العملية.

## الأمن وتحليل الشفرات
على الرغم من نشر مزيد من المعلومات عن تحليل الشفرات من معيار تعمية البيانات من أي شفرة وحدة أخرى، الهجوم الأكثر فعالية على البيانات حتى الآن لا يزال نهج القوة الغاشمة. خصائص متعددة متعلقة بعملية التعمية معروفة بشكل طفيف، الهجمات النظرية الثلاثية ممكنة والتي، في حين وجود التعقيد النظري يكون أقل من هجوم القوة الغاشمة، تحتاج إلى عدد من النصوص غير الواقعية أو المختارة للتنفيذ، وليست مدعاة للقلق في الممارسة.

## الجدول الزمني الرئيسي
```
الخوارزمية التي تولد المفاتيح الفرعية. في البداية، يتم اختيار 56 بت من مفتاح ال64 الأولي بواسطة مبدل الاختيار 1 (PC-1) – البتات الثمانية المتبقية اما ان يتم تجاهلها أو تستخدم كبتات تحقق جزئية. ثم يتم تقسيم البتات 56 إلى نصفين 28-بت؛ يتم التعامل مع كل نصف بعد ذلك بشكل منفصل. في جولات متتالية، كل جزء يتم استدارته إلى اليسار بواسطة بت أو اثنين (محددة لكل جولة)، ثم 48 بت الفرعي يتم تحديدها من قبل مبدل اختيار 2 (PC-2) - 24 بت من النصف الأيسر، و 24 من الناحية اليمنى. التناوب (الرمز بواسطة "<<<" في الرسم البياني) يعني أن مجموعة مختلفة من البتات يستخدم في كل مفتاح فرعي. يستخدم كل بت في ما يقرب من 14 من المفاتيح الفرعية ال 16
```

الجدول الزمني الرئيسي للفك يشبه - المفاتيح الفرعية في الترتيب العكسي مقارنة بالتعمية. بغض النظر عن ذلك التغيير، العملية هي نفسها بالنسبة للتعمية. يتم تمرير نفس ال28 بت لكافة مربعات (صناديق) التناوب.

## خصائص طفيفة متعلقة بعملية التعمية
معيار تعمية البيانات يسلك ملكية التكامل، وهي أن
حيث ان هو تتمة تمثل يدل التعمية بالمفتاح ويدل على النص الواضح ووحدات نص التعمية على التوالي. خاصية التكامل تعني أن العمل لهجوم القوة الغاشمة يمكن تخفيضه بمعامل 2 (أو اقل بواحد) في إطار افتراضي يتم اختيار الغير مشفرة. بحكم التعريف، وينطبق هذه الخاصية أيضا لمجموع تعمية معيار تعمية البيانات
معيار تعمية البيانات يملك أيضا أربعة من ما يسمى مفاتيح ضعيفة. التعمية (ت) وفك التعمية (ف) تحت مفتاح ضعيف يكون له نفس التأثير (انظر الارتداد):.
```
أو يكافئ 
```

هناك أيضا ستة أزواج من مفاتيح شبه ضعيفة. التعمية مع واحد من زوج من مفاتيح شبه ضعيفة تعمل بشكل مماثل لفك التعمية مع الآخر،
```
أو يكافئ 
```

من السهل بما فيه الكفاية لتجنب مفاتيح ضعيفة وشبه ضعيفة عند التنفيذ، إما عن طريق اختبارها بشكل صريح، أو ببساطة عن طريق اختيار المفاتيح عشوائيا. احتمالات التقاط مفتاح ضعيف أو شبه ضعيف بالصدفة تكاد لا تذكر. المفاتيح ليست حقا اضعف من أي مفاتيح أخرى على أي حال، طالما انها لا تعطي الهجوم أي ميزة .
قد أثبت أيضا معيار تعمية البيانات انها ليست مجموعة ، أو بتعبير أدق،
تضع (لكل المفاتيح الممكنة) تحت التركيب الوظيفي هي ليست مجموعة، وليست قريبة لان تكون مجموعة. كان هذا سؤال مفتوح لبعض الوقت، وإذا كان عليه الحال، فقد كان من الممكن كسر مستوى تعمية البيانات، وانماط متعددة من معيار التعمية لن تزيد من الأمن . ومن المعروف أن الحد الأقصى للأمن في التعمية على مستوى تعمية البيانات يقتصر على حوالي 64 بت، حتى عند الاختيار المستقل في جميع المفاتيح الفرعية للجولات بدلا من اشتقاقها من المفتاح، والتي من شأنها أن تعكس سماحية أمن 768 بت.